# Општина Сјеница
Општина Сјеница је једна од општина у Србији у Златиборском округу. Седиште општине је град Сјеница. Према подацима са последњег пописа 2022. године у општини је живело 24.083 становника (према попису из 2011. било је 26.392 становника).

## Географија
Површине је 1059 km2, што је чини већом општином Републике Србије. Налази се у сјеничкој котлини на десној страни реке Увац у обалама мале реке Грабовице, географски и економски представља средиште Пештерске висоравни. Комплекс Сјеничко-пештерске висоравни је претежно планинског карактера. Сјеница је и у Европи позната као веома хладан крај, па се у зимским данима често убраја у најхладнија места Европе. 26. јануара 1954. у Сјеници је забележена најнижа температура у Србији, и износила је -36 °C.
Шуме у околини Сјенице су мешовите, a преовладавају четинари. Од зимзелених врста дрвећа заступљени су: бор, јела, смрча и клека, а од листопадних бреза, леска, јасика, дрен, граб, буква на вишим теренима, а поред река јова и врба. Шуме су богате високом и ниском дивљачи што ствара изузетне услове за лов. Сјеница је омиљено излетиште. На доброј локацији, поред пута Сјеница–Нови Пазар, налазе се Сјенички борићи (борова шума засађена 1929—1934) познато излетиште. Борићи се налазе на надморској висини 1000-1045 m окружени пространим ливадама, са чистим ваздухом и хладном водом. Погодни су за одмор и освежење а са здравственог аспекта погодују за поправљање крвне слике, за нервна обољења итд. Испод борића протиче река Јабланица, а на улазу су ресторан и лепо уређен хотел.

## Демографија
| Састав становништва – општина Сјеница | Састав становништва – општина Сјеница | Састав становништва – општина Сјеница | Састав становништва – општина Сјеница |
| ------------------------------------- | ------------------------------------- | ------------------------------------- | ------------------------------------- |
|                                       | 2022.                                 | 2011.                                 | 2002.                                 |
| Укупно                                | 24.083 (100,00%)                      | 26.392 (100,00%)                      | 27.827 (100,00%)                      |
| Бошњаци                               | 17.665 (73,35%)                       | 19.498 (73,87%)                       | 20.512 (73,34%)                       |
| Срби                                  | 3.861 (16,03%)                        | 5.264 (19,94%)                        | 6.572 (23,50%)                        |
| Муслимани                             | 1.069 (2,59%)                         | 1.234 (4,67%)                         | 659 (2,36%)                           |
| Остали                                | 1.488 (6,17%)                         | 396(1,50%)                            | 84 (0,30%)                            |